# Chalfant (Pennsylvania)
Chalfant  è un comune (borough) degli Stati Uniti d'America, nella contea di Allegheny nello Stato della Pennsylvania. Secondo il censimento del 2010 la popolazione è di 800 abitanti.

## Società

### Evoluzione demografica
La composizione etnica vede una prevalenza della razza bianca (85,9%) seguita da quella afroamericana (8,1%), dati del 2010.
| borough di Chalfant Popolazione |     |
| 2000                            | 870 |
| 2010                            | 800 |